# Дамян Нови
Свети Свещеномъченик Дамян Нови е такъв за православната вяра от времето на Османска Тесалия. Един от осмината новопокровители на Тесалия.

## Биография
Роден е през 1495 г., според други сведения в 1512 г., в село Мерихово намиращо се в близост до днешна Кардица. Според житието му бил отшелник в планините Олимп, Оса и в Аграфа , т.е. по т.нар. Велика Влахия. В крайна сметка се установява във Филотей на Света гора и през 1550 г. заживява като пустиножител с група сподвижници-монаси на мястото на днешния женски манастир Свети Йоан Кръстител. От края на 1567 г. е игумен на основания от него манастир и по време на проповед в село Вулгарини (днес - Елафос) в Ая е заловен от османските власти и след публичен процес приема мъченическа смърт в Лариса на 14 февруари 1568 г., изгорен на клада. Прахта му е разпръсната над река Пеней.
В негова чест, в началото на 21 век, през юли 2000 г., е издигнат наново на старото място женски манастир на планината Оса над Лариса – намиращ се на 1194 m надморска височина. Предходно, през 1980 г. тук се преселват група монаси от Атон. Старият манастир, в който служил Свети Дамян Нови, бил съграден около 1100 г. по византийско време и е обновяван в 1550 г. при игуменството на Свети Дамян Нови. Последният самотен монах в манастира умира в него в 1889 г., т.е. осем години след като Тесалия става част от новото Кралство Гърция. 